# Mattawan (Ontario)
Mattawan es un municipio canadiense situado en la provincia de Ontario.

## Superficie
Mattawan tiene una superficie de 200,12 km².

## Demografía
En 2021, tenía 153 habitantes, una densidad poblacional de 0,8 hab./km², y 102 viviendas.